# 三苯基硫化膦
三苯基硫化膦，又名三苯基硫膦，化學式為{\displaystyle {\ce {(C6H5)3PS}}}，或簡寫為{\displaystyle {\ce {Ph3PS}}}（{\displaystyle {\ce {Ph}}}為苯基）。它是一種有機磷化合物，呈無色固體，在常溫常壓下穩定，可溶於異辛烷、乙醇等有機溶劑。其結構與三苯基氧化膦相似，具有C3 點群。

## 產生

### 無機反應
{\displaystyle {\ce {P4S6}}}可以透過{\displaystyle {\ce {P4S7}}}與三苯基膦的反應而製備。而在{\displaystyle {\ce {P4S6}}}的產生過程中，三苯基硫化膦是一個副產物。
{\displaystyle {\ce {P4S7 + Ph3P -> P4S6 + Ph3PS}}}
銥配合物{\displaystyle {\ce {[(dppe)2IrS2O2]}}}（{\displaystyle {\ce {dppe}}}是1,2-雙(二苯基膦)乙烷）與三苯基膦反應，分解成三苯基氧化膦和三苯基硫化膦。

### 有機反應
在巴頓–凱洛格反應中，酮與硫酮縮合產生烯烴，三苯基硫化膦便是副產物。過程中出現環硫乙烷環系。三苯基膦進攻環硫乙烷，所產生的烷硫負離子再對磷原子進行分子內親核進攻，產生類似於 Wittig反應的四元硫磷雜環中間體。它最後發生消除反應，得到產物烯烴還有副產物三苯基硫化膦。詳細的反應機理如下：

## 應用

### 有機化學
三苯基硫化膦可以將環氧化合物轉換成相對應的環硫化物，而三苯基硫化膦則會被轉化成三苯基氧化膦：
{\displaystyle {\ce {Ph2C2H2O + Ph3PS -> Ph2C2H2S + Ph3PO}}}

### 分析化學
在分析化學上，三苯基硫化膦可以被用作分析不同的硫化合物。於某些油中存在的硫（{\displaystyle {\ce {S8}}}）、硫化橡膠中的硫、有機三硫化物等不穩定的化合物等可以跟三苯基膦發生反應，生成三苯基硫化膦。而三苯基硫化膦則可以用氣相色譜法來測定。